# Stjärnljus

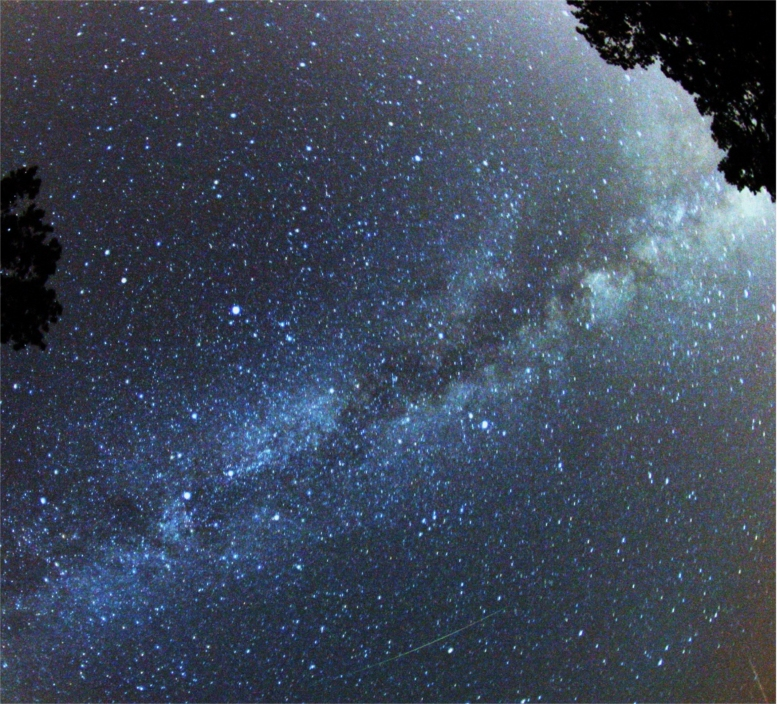
Stjärnhimmel

Stjärnljus är ljuset som kommer från stjärnor. vanligtvis de man från Jorden kan se på nätterna. Solljus är ett begrepp som används om Solens ljus dagtid. Nattetid reflekteras solljuset i andra himlakroppar i Solsystemet, vilket bland annat omfattar månlljus.
Observerandet av stjärnljus genom teleskop är vanligt inom flera av astronomins områden. Stjärnljuset har också haft en stor inverkan på människan och kulturen, inklusive poesi, astronomi, och militär strategi military strategy.
USA:s armé lade under 1950-talet ner miljontals amerikanska dollar på att utveckla en bildförstärkare, som skulle kunna använda stjärnljuset för att låta människor kunna se i nattmörkret. Den genomsnittliga färgen på stjärnljuset i observerbara universum är gul-vit.
Spektralanalysen lades fram av Joseph von Fraunhofer 1814.

### Fotnoter
1. ↑  Keith Robinson - Starlight: An Introduction to Stellar Physics for Amateurs (2009) - sidorna 38-40 (Google Books Link)
2. ↑  Wells Hawks Skinner - Studies in literature and composition for high schools, normal schools, and ... (1897) - sidan 102 (Google eBook link)
3. 1 2  Popular Mechanics - Jan 1969 - "How the Army Learned to See in the Dark" by Mort Schultz (Google Books link)
4. ↑  J. B. Hearnshaw - The analysis of starlight: one hundred and fifty years of astronomical spectroscopy  (1990) - sidan 51 (Google Books link)